# Chuck (4.ª temporada)
A quarta temporada de Chuck foi oficialmente anunciada a 13 de Maio de 2010. Tendo uma encomenda inicial de 13 episódios, a NBC encomendou mais 11 adicionais a 19 de Outubro de 2010 prefazendo um
total de 24 episódios.
Desta vez, Chuck enfrente um único vilão, Alexei Volkoff, em vez de outra organização.

## Elenco e personagens

### Elenco principal
- Zachary Levi - agente Charles "Chuck" Bartowski
- Yvonne Strahovski - Agente Sarah Walker
- Adam Baldwin - cel. John Casey
- Joshua Gomez - Morgan Grimes
- Sarah Lancaster - dra. Eleanor "Ellie" Bartowski Woodcomb
- Ryan McPartlin - dr. Devon "Captain Awesome" Woodcomb
- Mark Christopher Lawrence - Michael "Big Mike" Tucker
- Scott Krinsky - Jeffrey "Jeff" Barnes
- Vik Sahay - Lester Patel
- Bonita Friedericy - General de brigada Diane Beckman

### Elenco secundário
- Mekenna Melvin - Alex McHugh
- Linda Hamilton - Mary Elizabeth Bartowski
- Timothy Dalton - Alexei Volkoff
- Várias atrizes - "Greta"

## Episódios
Ver também
| № | #                                       | Título                | Realizado por                 | Escrito por                  | Data de estreia | Produção código | Espectadores no Estados Unidos (milhões) |
| --- | --------------------------------------- | --------------------- | ----------------------------- | ---------------------------- | --------------- | --------------- | ---------------------------------------- |
| 1 | "Chuck Versus the Anniversary"          | Robert Duncan McNeill | Chris Fedak                   | 20 de Setembro (NBC)         | 3X6301          | 6.06            |                                          |
| Quando a CIA ganha o controlo da Buy More, Chuck inicia a jornada em busca da sua mãe (Linda Hamilton). Sarah e Casey seguem uma pista até à Russia aquando da investigação às misteriosas Indústrias Volkoff e um dos seus agentes, Marco (Dolph Lundgren). Em casa, Ellie revelas a grande novidade à família. Olivia Munn participa como a "primeira" Greta, uma personagem rotativa. |                                         |                       |                               |                              |                 |                 |                                          |
| 2 | "Chuck Versus the Suitcase"             | Gail Mancuso          | Rafe Judkins & Lauren LeFranc | 27 de Setembro de 2010 (NBC) | 3X6302          | 5.37            |                                          |
| Há crimes na moda quando Chuck e Sarah vão sob disfarce a Milão para a Semana da Moda para capturar uma arma de alto tecnologia. No entanto, Chuck depressa se apercebe de uma falha no seu relacionamento com Sarah. Entranto, Morgan descobre uma nova vulnerabilidade na Buy More. Lou Ferrigno, Karolina Kurkova como Sofia Stepanova, Isaiah Mustafa como Greta e Bronson Pinchot são convidados especiais. |                                         |                       |                               |                              |                 |                 |                                          |
| 3 | "Chuck Versus the Cubic Z"              | Norman Buckley        | Nicholas Wootton              | 4 de Outubro de 2010 (NBC)   | 3X6303          | 5.38            |                                          |
| Uma transferência de prisão apresenta-nos velhos conhecidos, Heather Chandler e Hugo Panzer (Nicole Richie e "Stone Cold" Steve Austin), para o Castelo, cancelando uma missão romântica de Chuck e Sarah. Mas o interesse de Chuck cresce quando a manipulativa Heather diz saber um segredo de Frost. Entretanto, enquanto Morgan prepara a Buy More para um enorme lançamento de um vídeo-jogo, ele recebe uma surpresa de Big Mike. Neste episódio Stacy Kiebler é Greta.                                                   |                                         |                       |                               |                              |                 |                 |                                          |
| 4 | "Chuck Versus the Coup d'Etat"          | Robert Duncan McNeill | Kristin Newman                | 11 de outubro de 2010 (NBC)  | 3X6304          | 5.52            |                                          |
| E dívida com o Capitão Incrível por lhe ter salvo a vida em "Chuck Versus the Angel de la Muerte", o Premeiro Alejandro Goya (Armand Assante) mostra a sua gratidão convidando o grupo para a sua bela ilha. Chuck e Sarah trabalham para comunicarem melhor entre si ao mesmo tempo que se juntam a Devon e Ellie para uma escapadela em Costa Gravas. Contudo, a mulher de Alejandro (Tia Texada) tem outros planos. Em casa, Morgan envolve-se num romance proibido que pode pô-lo frente-a-frente com o Coronel John Casey. |                                         |                       |                               |                              |                 |                 |                                          |
| 5 | "Chuck Versus the Couch Lock"           | Michael Schultz       | Henry Alonso Myers            | 18 de Outubro de 2010 (NBC)  | 3X6305          | 5.26            |                                          |
| Quando a equipa de Casey da Era Clinton (Dave Batista, Eric Roberts e Joel Moore) volta à sua procura, Chuck deve decidir que sacrifícios está disposto a fazer de forma a encontrar a mãe. Noutro lado, Morgan prepara os nervos para revelar a Casey um segredo potencialmente perigoso. |                                         |                       |                               |                              |                 |                 |                                          |
| 6 | "Chuck Versus the Aisle of Terror"      | John Scott            | Craig DiGregorio              | 25 de Outubro de 2010 (NBC)  | 3X6306          | 5.40            |                                          |
| A Equipa Bartowski enfrenta o sinistro cientista, Dr. Stanley Wheelwright (Robert Englund), que está a preparar-se para vender uma toxina que deixa a pessoa com pesadelos. Entranto, a verdadeira fidelidade de Mary Bartowski é escrutinada, e a equipa da Buy More celebra o Halloween. |                                         |                       |                               |                              |                 |                 |                                          |
| 7 | "Chuck Versus the First Fight"          | Allan Kroeker         | Rafe Judkins & Lauren LeFranc | 1 de Novembro de 2010 (NBC)  | 3X6307          | 5.46            |                                          |
| Chuck embarca numa difícil missão com Gregory Tuttle (Timothy Dalton), o "handler" da mãe pertencente ao MI-6. Na tentativa de provar a inocência de Mary Bartowski, são atacados por Dasha (Ana Gasteyer), uma malvada agente de Volkoff. Entranto, Ellie investiga o passado secreto da família. |                                         |                       |                               |                              |                 |                 |                                          |
| 8 | "Chuck Versus the Fear of Death"        | Robert Duncan McNeill | Nicholas Wootton              | 15 de Novembro de 2010 (NBC) | 3X6308          | 5.55            |                                          |
| Preocupado que a sua relação com Sarah esteja a azedar, Chuck ambiciona impressioná-la atendendo a uma perigosa missão com a ajuda do Agente Jim Rye (Rob Riggle), com o objectivo de impedir que um diamante seja vendido por Adelbert de Smet a.k.a. "O Belga" (Richard Chamberlain). Entranto, Casey e Morgan tentam Jeff e Lester da verdade quando estes anda a espiolhar a verdade sobre a identidade de Greta (Summer Glau).                                                                                             |                                         |                       |                               |                              |                 |                 |                                          |
| 9 | "Chuck Versus Phase Three"              | Anton Cropper         | Kristin Newman                | 22 de Novembro de 2010 (NBC) | 3X6309          | 4.80            |                                          |
| De forma a escapar ao Belga, cuja missão é descobrir mais sobre o Intersect, Sarah, Chuck, Morgan e Casey imergem nas selvas do Sudeste Asiático. Entretanto, Ellie e Awesome mergulham no segredo que Stephen Bartowski deixou para trás. |                                         |                       |                               |                              |                 |                 |                                          |
| 10 | "Chuck Versus the Leftovers"            | Zachary Levi          | Henry Alonso Myers            | 29 de Novembro de 2010 (NBC) | 3X6310          | 6.17            |                                          |
| A mãe de Chuck aparece juntamente com Alexei Volkoff para o jantar de "sobras da Acção de Graças" no dia seguinte ao feriado. Morgan e o resto da equipa da Buy More têm de lidar com com o dia de compras mais agitado do ano. |                                         |                       |                               |                              |                 |                 |                                          |
| 11 | "Chuck Versus the Balcony"              |                       |                               | 17 de Janeiro de 2011 (NBC)  | 3X6311          |                 |                                          |
| |                                         |                       |                               |                              |                 |                 |                                          |
| 12 | "Chuck Versus the Gobbler"              |                       |                               |                              | 3X6312          |                 |                                          |
| |                                         |                       |                               |                              |                 |                 |                                          |
| 13 | "Chuck Versus the Push Mix"             |                       |                               |                              | 3X6313          |                 |                                          |
| |                                         |                       |                               |                              |                 |                 |                                          |
| 14 | "Chuck Versus the Seduction Impossible" |                       |                               |                              | 3X6314          |                 |                                          |
| |                                         |                       |                               |                              |                 |                 |                                          |

## Recepção

### Audências nos Estados Unidos
| #  | Episódio                           | Data de estreia nos Estados Unidos | Espectadores (millhões) | 18–49 audiência | 18–49 share |
| -- | ---------------------------------- | ---------------------------------- | ----------------------- | --------------- | ----------- |
| 1  | "Chuck Versus the Anniversary"     | 20 de Setembro de 2010             | 6.1                     | 2.1             | 6           |
| 2  | "Chuck Versus the Suitcase"        | 27 de Setembro de 2010             | 5.3                     | 2.0             | 5           |
| 3  | "Chuck Versus the Cubic Z"         | 5 de Outubro de 2010               | 5.4                     | 1.9             | 5           |
| 4  | "Chuck Versus the Coup d'Etat"     | 11 de Outubro de 2010              | 5.5                     | 1.9             | 5           |
| 5  | "Chuck Versus the Couch Lock"      | 18 de Outubro de 2010              | 5.3                     | 1.9             | 5           |
| 6  | "Chuck Versus the Aisle of Terror" | 25 de Outubro de 2010              | 5.4                     | 1.9             | 5           |
| 7  | "Chuck Versus the First Fight"     | 1 de Novembro de 2010              | 5.5                     | 2.0             | 5           |
| 8  | "Chuck Versus the Fear of Death"   | 15 de Novembro de 2010             | 5.5                     | 1.8             | 5           |
| 9  | "Chuck Versus Phase Three"         | 22 de Novembro de 2010             | 4.8                     | 1.7             |             |
| 10 | "Chuck Versus the Leftovers"       | 29 de Novembro de 2010             | 6.2                     | 2.0             |             |

### Audiências no Reino Unido
| # | Episódio                           | Data de estreia no Reino Unido | Espectadores da Living TV (milhares) | Ranking da Living TV (semanal) | Espectadore da Living TV +1 (milhares) | Ranking da Living TV +1 (semanal) |
| - | ---------------------------------- | ------------------------------ | ------------------------------------ | ------------------------------ | -------------------------------------- | --------------------------------- |
| 1 | "Chuck Versus the Anniversary"     | 14 de Outubro de 2010          | 259                                  | 5                              | —                                      | —                                 |
| 2 | "Chuck Versus the Suitcase"        | 21 de Outubro de 2010          | 222                                  | 6                              | —                                      | —                                 |
| 3 | "Chuck Versus the Cubic Z"         | 28 de Outubro de 2010          | 199                                  | 6                              | —                                      | —                                 |
| 4 | "Chuck Versus the Coup d'Etat"     | 4 de Novembro de 2010          | 152                                  | 8                              | —                                      | —                                 |
| 5 | "Chuck Versus the Couch Lock"      | 11 de Novembro de 2010         | 169                                  | 10                             | —                                      | —                                 |
| 6 | "Chuck Versus the Aisle of Terror" | 18 de Novembro de 2010         |                                      |                                |                                        |                                   |
| 7 | "Chuck Versus the First Fight"     | 25 de Novembro de 2010         |                                      |                                |                                        |                                   |
| 8 | "Chuck Versus the Fear of Death"   | {2 de Dezembro de 2010         |                                      |                                |                                        |                                   |